# پائولینیا
پائولینیا شهری در ایالت سائوپائولوی برزیل می‌باشد. در سرشماری سال ۲۰۰۹ جمعیت آن ۸۴٫۵۷۷ نفر اعلام شد. مساحت این شهر ۱۴۵٫۲۷ کیلومترمربع می‌باشد. این شهر ۵۹۰ متر از سطح دریا ارتفاع دارد و به خاطر وجود بزرگترین پالایشگاه شرکت پتروبراس در این شهر، معروف است.

## تاریخچه
این شهر در سال ۱۹۶۴ میلادی به وجود آمد.

## ورزش
این شهر دارای یک باشگاه فوتبال به نام باشگاه فوتبال پائولینیا می‌باشد.

## نگارخانه

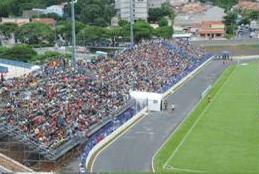